# Protocolo real de Joseon

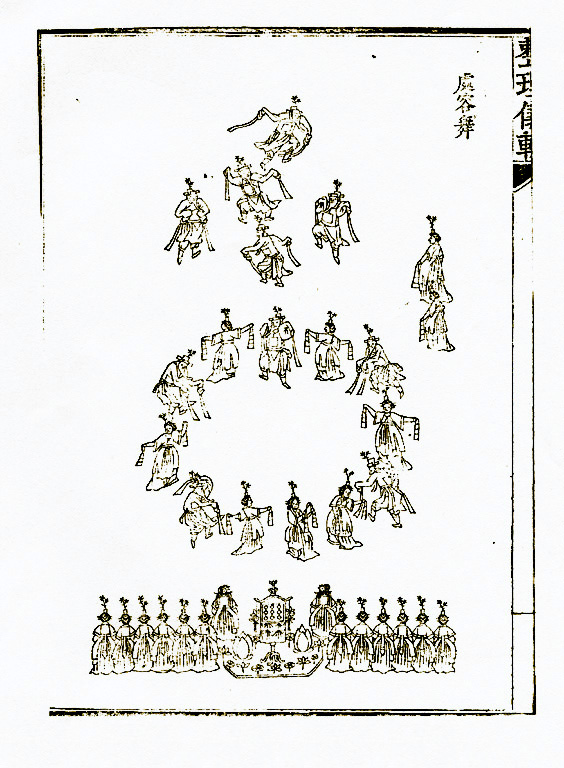
La danza de cheoyong que aparece en "Wonhaeng Eulmyo Jeongri Uigwe" de 1795. Los dibujos y escritos fueron incluidos a fin de describir las escenas de las ceremonias reales.

Protocolo Real de la Dinastía Joseon o Joseon Wangjo Uigwe (en alfabeto hangul:조선왕조의궤, en hanja: 儀軌) se refiere los anales o recuerdos reales de las ceremonias nacionales que se utilizaron para la realización y documentación de ocasiones importantes en el futuro, durante la dinastía Joseon. Cuando quiera hubo un ritual ceremonial, el oficio para la producción fue establecido temporalmente a fin de completar la publicación de cada versión.  En total, los uigües son aproximadamente 3895 libros. En junio del 2007, fue registrado como Memoria del Mundo de la UNESCO.
Según los anales de Joseon, Uigüe fue producido desde la fundación en 1392 pero los principales recuerdos no existen actualmente. La versión de Uigüe más antigua fue escrita para recordar el funeral de la reina Uin en 1601. (《의인왕후산릉도감의궤》, (懿仁王后山陵都監儀軌) Como la actual producción fue transcrita, se realizó una cantidad determinada e incluso se hizo una para el rey y otras para el archivo real. La única característica de Uigüe es la representación de las ceremonias reales en los dibujos y escritos e incluso las bodas, funerales y festivales nacionales; lo que no es visto en ningún país asiático. A merced de los recuerdos de Uigwe, es posible hacer restauración de la cultura real perdida. Por ejemplo, la boda real durante Joseon fue practicada por restaurar casi todo aspecto como vestidos especiales en 2012.
Cuando militares franceses invadieron la isla Ganghwa en 1866, los trescientos libros de Uigüe fueron saqueados y luego conservados en Biblioteca Nacional de Francia. Después, fueron alquilados ilimitadamente por Corea del Sur desde 2011. Por otra parte, los 167 libros de 81 tipos de Uigüe están en la Agencia de la Casa Imperial de Japón, sin embargo, 1200 libros de Uigwe fueron regresados a Seúl en el mismo año.